# Space.com
Space.com est un site web sur l'espace et l'astronomie créé en juillet 1999 par deux anciens présentateurs de CNN : Lou Dobbs et Rich Zahradnik.
C'est un site à la fois d'actualités et encyclopédique. Il intègre des informations techniques, des interviews, des jeux... Il regroupe également une forte communauté autour de ces thèmes.
Les contenus de Space.com sont souvent repris et exploités par d'autres médias.